# Bønnerup Strand
Bønnerup Strand is een kustplaats in de Deense regio Midden-Jutland, gemeente Norddjurs, en telt 861 inwoners (2007).
- Library of Congress Control Number: n82014391
- Nationale Bibliotheek van Israël: 987007555014505171
- Virtual International Authority File: 124352131